# Golpe militar en Etiopía de 1960
El golpe militar en Etiopía de 1960 es un acontecimiento histórico que ocurrió durante la existencia de la Federación de Etiopía y Eritrea. El golpe fue iniciado por un intelectual de ideología izquierdista, Garmame Naway, pero fue efectuado por su hermano Mengistu Naway, que era un militar de alto rango, concretamente General de Brigada, y ocupaba el puesto de jefe de la guardia Imperial etíope.

## Precedentes
Aunque la población etíope había defendido a sus líderes imperiales por sobre encima de los líderes de la ocupación británica, cuando estos volvieron, muchos de los que les habían defendido cambiaron su postura al haberse estos encontrado en el exilio y no haberse quedado en Etiopía durante la ocupación.
Muchos disidentes fueron los mayores exponentes de estas idea y protagonizaron intentos de cambio de poder, aunque la mayoría acababan siendo detenidos e incluso asesinados en tiroteos de la policía, como es el caso de uno de los disidentes más famosos, Takala Walda-Hawasyat.

## El Golpe
Mientras que el emperador Haile Selassie se encontraba en un viaje por Brasil, el General de Brigada y jefe de la guardia imperial, Mengistu Naway comenzó el golpe el 14 de diciembre de 1960.

### Engaño inicial
La guardia imperial entró en el Palacio del emperador y llamó al gabinete de gobierno imperial con el pretexto de que la emperatriz se encontraba muy enferma y debía de haber allí personas de relevancia ante la ausencia del emperador.

### Desarrollo
Una vez que el gabinete entero se encontró en el Palacio, los golpistas les comunicaron la información falsa de que el emperador Selassie iba a formar un nuevo gabinete de gobierno para combatir la pobreza en el país, información no muy bien recibida por la mayoría de los miembros del gabinete.
Parte del plan del golpe militar se basaba en que los miembros pudiesen ayudar en un nuevo gobierno gracias al enfado producido al enterarse de que el emperador les iba a sustituir.

### Reacción del emperador
El emperador volvió al país por el puerto de Asmara, y desde allí se aseguró la lealtad de los militares con la promesa de una subida de sueldo.
Tras eso, ordenó la toma de su palacio con un asalto contundente. La orden fue cumplida, y de los hermanos Naway, perpetradores del golpe, Garmame fue asesinado durante el asalto, y su hermano Mengitsu fue apresado y acusado de alta traición, dando así fin al golpe y restituyendo el gobierno del país.